# غولدن تشايلد
غولدن تشايلد هي فرقة فتيان كورية جنوبية تأسست من قبل شركة ووليم إنترتينمنت في 2017.